# Prinzregententorte

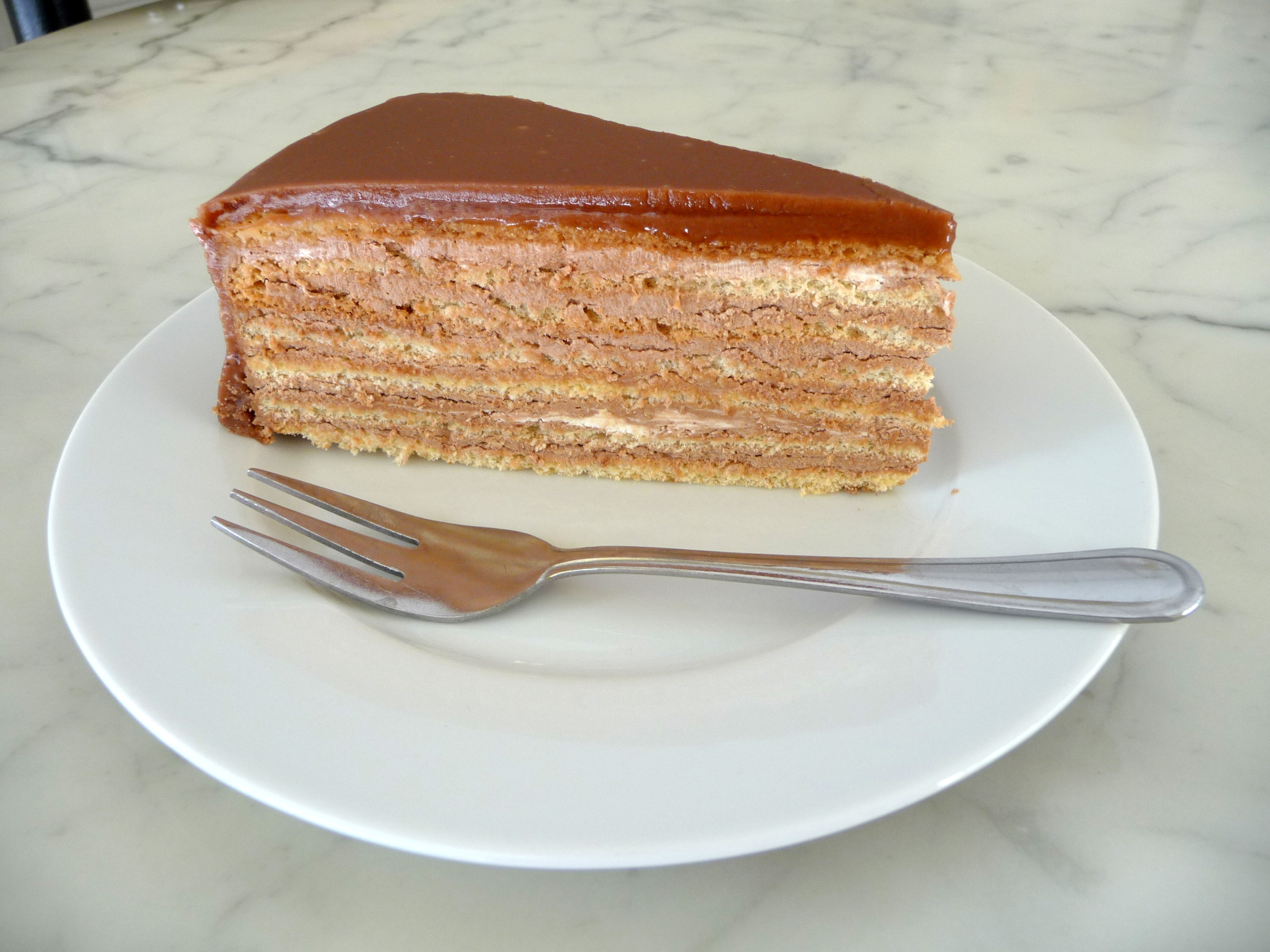
Ein Stück Prinzregententorte

Prinzregententorte ist eine hauptsächlich in Bayern verbreitete Torte, die aus mehreren Lagen
sehr dünner Biskuitböden und Schokoladenbuttercreme besteht, wobei jede Schicht traditionell einen der Regierungsbezirke Bayerns versinnbildlicht. Außen ist sie mit einem Schokoladenguss überzogen. Die Tortenspezialität hat für München eine ähnliche Bedeutung wie die Sachertorte für Wien.

## Herkunft
Die Torte wurde zu Ehren Luitpolds von Bayern benannt, der ab 1886 Prinzregent im Königreich Bayern war. Die Frage, wer die Torte erstmals kreiert hat, ist bis heute umstritten. Der Hofkonditor Heinrich Georg Erbshäuser war wohl der Urheber. Johann Rottenhöfer, der immer wieder genannt wird, starb bereits davor, im Jahre 1872. Der Bäcker Anton Seidl kreierte sein Backwerk erst zwei Jahre nach Heinrich Georg Erbshäuser.

### Heinrich Georg Erbshäuser
Heinrich Georg Erbshäuser gründete 1875 eine Konditorei. Im Jahre 1886 kreierte Heinrich Georg Erbshäuser, anlässlich des 65. Geburtstages des Prinzregenten Luitpold, Nachfolger von König Ludwig II., eine Torte. Sie bestand aus acht dünnen Biskuitböden, die die damals acht bayerischen Kreise (heute Regierungsbezirke) samt der Pfalz (Bayern) symbolisieren sollten. Die Böden waren untereinander mit einer Schokoladenbuttercreme verbunden sowie mit einem speziellen Fondant überzogen. Heinrich Georg Erbshäuser wurde für seine Verdienste 1890 zum königlich-bayerischen Hoflieferanten bestellt.

### Anton Seidl
Anton Seidl (1844–1898) übernahm 1869 die Bäckerei seines gleichnamigen Vaters (1806–1869). 1876 wurde ihm von Ludwig II. von Bayern der Titel königlich bayerischer Hoflieferant verliehen. Er versuchte ab 1888, angelehnt an die Dobostorte, eine Schokoladentorte mit neun Böden herzustellen, jeder Boden stand für eines der Kinder Ludwigs I. Laut der Familienchronik der Seidls fand die Torte sehr schnell Verbreitung und wurde auch in anderen Konditoreien angeboten. Es soll eine schriftliche Genehmigung des Prinzregenten gegeben haben, die Schokoladencremetorte „Prinzregententorte“ nennen zu dürfen; diese ist aber verloren gegangen. Für die Herstellung der Prinzregententorte wurde er vom Prinzregenten mit dem Titel Kommerzienrat geehrt. In alten Anzeigen und in der Festschrift zum 125-jährigen Bestehen wird die Torte nicht erwähnt. Anton Seidl war ein Bruder der Architekten Gabriel von Seidl und Emanuel von Seidl.

## Zubereitung
Die Torte besteht aus sehr dünnen Biskuitböden (Dobosböden) von etwa 25 cm Durchmesser, die mit Schokoladenbuttercreme bestrichen und aufeinandergesetzt werden. 
Die ganze Torte erhält einen Überzug aus Schokoladenkuvertüre oder Fettglasur. 
Die historische Rezeptur wird heute noch verwendet, in modernen Rezepten wird teilweise auch Rührteig für die Böden genommen.
Die Anzahl der Böden ist nicht streng festgelegt. Traditionell waren es acht Böden, was die Zahl der bis 1945 bestehenden acht Kreise (Regierungsbezirke) Bayerns (einschließlich der Rheinpfalz) abbildet. Häufig besteht die Prinzregententorte jedoch auch aus sieben Schichten, was der Anzahl der seit 1945 bestehenden Regierungsbezirke (ohne die Rheinpfalz) entspricht. Es sollten grundsätzlich mindestens sechs sein.